# Sebastiaan van Bakel
Sebastiaan van Bakel (Vlijmen, 11 juni 2001) is een Nederlands voetballer die als aanvaller voor De Treffers speelt.

## Carrière
Sebastiaan van Bakel begon met voetballen bij VV Haarsteeg. Na een jaar werd hij door FC Den Bosch gescout, waar hij van 2009 tot 2012 in de jeugdopleiding speelde. In 2012 keerde hij terug bij VV Haarsteeg, waar hij vanaf zijn vijftiende in het eerste elftal speelde. In 2019 vertrok hij voor de tweede keer naar de jeugdopleiding van Den Bosch. Hij debuteerde in het betaald voetbal voor FC Den Bosch op 4 januari 2021, in de met 3-1 verloren uitwedstrijd tegen Jong FC Utrecht. Hij kwam in de 72e minuut in het veld voor Don Bolsius.
Op 7 mei 2021 maakte Van Bakel, tijdens zijn eerste basisplaats, zijn eerste doelpunten in het betaald voetbal. Tegen Telstar won FC Den Bosch met 4-1. De aanvaller maakte in de 28e en 71e minuut de 2-0 en 4-0.
Na drie- en half seizoen in het eerste elftal van FC Den Bosch, waarin hij in 75 duels zeven keer scoorde, werd het contract van Van Bakel niet verlengd. Vanaf het seizoen 2024-205 komt hij uit voor het Groesbeekse De Treffers.

### Statistieken
| Seizoen                   | Club           | Land           | Competitie     | Competitie | Competitie | Beker | Beker | Totaal | Totaal |
| Seizoen                   | Club           | Land           | Competitie     | Wed.       | Dlp.       | Wed.  | Dlp.  | Wed.   | Dlp.   |
| ------------------------- | -------------- | -------------- | -------------- | ---------- | ---------- | ----- | ----- | ------ | ------ |
| 2020/21                   | FC Den Bosch   | Nederland      | Eerste divisie | 7          | 2          | 0     | 0     | 7      | 2      |
| 2021/22                   | FC Den Bosch   | Nederland      | Eerste divisie | 26         | 3          | 0     | 0     | 26     | 3      |
| 2022/23                   | FC Den Bosch   | Nederland      | Eerste divisie | 27         | 0          | 1     | 0     | 28     | 0      |
| 2023/24                   | FC Den Bosch   | Nederland      | Eerste divisie | 15         | 2          | 1     | 0     | 16     | 2      |
| Carrièretotaal            | Carrièretotaal | Carrièretotaal | Carrièretotaal | 75         | 7          | 2     | 0     | 77     | 7      |
| Bijgewerkt op 14 mei 2024 |                |                |                |            |            |       |       |        |        |